# Muhámmad ibn Abi Bakr
Muhámmad ibn Abi Bakr (en árabe: محمد بن أبي بكر) (n. 631 - m. 658) fue el hijo de Abu Bakr as-Siddiq, un compañero y suegro de Mahoma y primer califa del Islam. Se convirtió en el hijo adoptivo del primer Imam y cuarto califa, Ali Ibn Abi Tálib, y fue un fiel seguidor de este.

## Biografía
Cuando Abu Bakr as-Siddiq falleció, Asma bint Umáis se casó con Ali Ibn Abi Tálib (primo, yerno y sucesor de Mahoma) y adoptó a Muhámmad ibn Abi Bakr, quien más tarde se convirtió en su fiel seguidor.
Muhámmad ibn Abi Bakr tuvo un hijo llamado Qásim ibn Muhámmad ibn Abi Bakr (que no debe confundirse con el hijo de Mahoma, Qásim ibn Muhámmad). La hija de Qásim ibn Muhámmad ibn Abi Bakr, Umm Farwah, fue la madre del sexto Imam Ya'far as-Sadiq.
Después de la Batalla de Siffin, Ali nombró a Muhámmad como gobernador de Egipto, una provincia recién conquistada del Imperio islámico. En el año 658, Muawiya ibn Abi Sufyán, gobernador de Siria envió a su general y a 6000 soldados a invadir Egipto y Muhámmad se vio obligado a pedir ayuda a su padre adoptivo, Ali Ibn Abi Tálib. Se dice que Ali dio instrucciones a su hijo adoptivo de entregar las riendas del gobierno de Egipto a su mejor general y amigo de la infancia, Málik al-Ashtar, a quien juzgaba más capaz de combatir con el ejército del gobernador sirio. Sin embargo, Málik falleció de camino a Egipto. Según los chiítas y algunos historiadores, Málik fue envenenado por Muawiya I.
Muhámmad finalmente fue derrotado por el ejército sirio. Los soldados sirios recibieron la orden de capturarlo y llevarlo con vida ante Muawiya I. Sin embargo, se dice que un soldado sirio llamado Muawiya ibn Hudayj peleó con el prisionero y lo asesinó. Ibn Hudayh estaba tan indignado con Muhámmad que envolvió su cuerpo en la piel de un burro muerto y lo quemó, con la intención que no quedaran restos de éste. No obstante, los Chiítas afirman que fue Muawiya I, quien más tarde se convertiría en el primer Califa Omeya, el asesino real de Muhammad.

### Opiniónsunita
Muhámmad ibn Abi Bakr fue un musulmán devoto que apoyó y guio al Califa Ali Ibn Abi Tálib. Pasó muchos años de su vida en Egipto y formó parte de la delegación que se quejó de las actividades del gobernador de Egipto ante el Califa Uthman Ibn Affan. El califa les prometió hacer dimitir inmediatamente al gobernador de Egipto y reemplazarlo por Muhámmad ibn Abi Bakr. Sin embargo después de detectar la traición de Uthmán (que en realidad fue perpetrada por el gobernador de Egipto) en contra de los peticionarios musulmanes de Egipto, Muhámmad se apresuró a regresar a Medina donde inicialmente participó en el levantamiento contra el Califa Uthman Ibn Affan. Después de darse cuenta del error que había cometido al participar en el asedio contra Uthmán, se arrepintió y se retiró de la revuelta, a pesar de que ya había llevado al grupo de rebeldes hacia la residencia de Uthmán Ibn Affán.
La historia se explica de la siguiente manera:
Un grupo de setecientos egipcios vinieron a quejarse al Califa Uthmán ibn Affán sobre la tiranía de su gobernador Ibn Abi Sarh, así Uthmán ibn Affán dijo: "Elegid a alguien para que os gobierne". Eligieron a Muhámmad ibn Abi Bakr, así Uthmán ibn Affán escribió unas credenciales sobre él y regresaron a Egipto. En el camino de regreso, a tres días de distancia de Medina, un mensajero los alcanzó con la noticia que llevaba ordenes de Uthmán ibn Affán al gobernador de Egipto. Lo buscaron y leyeron el mensaje donde Uthmán ordenaba a Ibn Abi Sarh la muerte de Muhámmad y algunos de sus amigos. Entonces, Muhámmad y sus compañeros regresaron a Medina y asediaron a Uthmán. Uthmán ibn Affán reconoció que el camello, el siervo y el sello de la carta le pertenecían, pero él juró que nunca había escrito ni ordenado que la carta fuera redactada. Se descubrió que la carta fue escrita por Marwán ibn al-Hákam..

### Opiniónchiita
Los Chiitas alaban a Muhámmad por su devoción hacia Ali Ibn Abi Tálib y por su resistencia a los demás Califas que los Chiitas consideran usurpadores. Muhámmad apoyó a Ali a pesar de que su padre Abu Bakr as-Siddiq y su hermana Aisha bint Abi Bakr eran enemigos de éste. Él se encontraba en el ejército de Ali cuando tuvo lugar la batalla del Camello, luchando contra el ejército liderado por su hermana biológica Aisha bint Abi Bakr.
Según los autores musulmanes chiitas:
Ali quiso a Muhámmad ibn Abi Bakr como si fuera su propio hijo y su muerte fue un duro golpe para él. Ali rezó por él, e invocó bendiciones y la misericordia de Dios para su alma.
Su tumba se encuentra en una mezquita en El Cairo, Egipto.